# Newcastle West
Newcastle West (Irsk: An Caisleán Nua Thiar) er en irsk by i County Limerick i provinsen Munster, i den sydlige del af Republikken Irland med en befolkning (inkl. opland) på 5.098 indb i 2006 (4.017 i 2002)